# Amanda de Cadenet

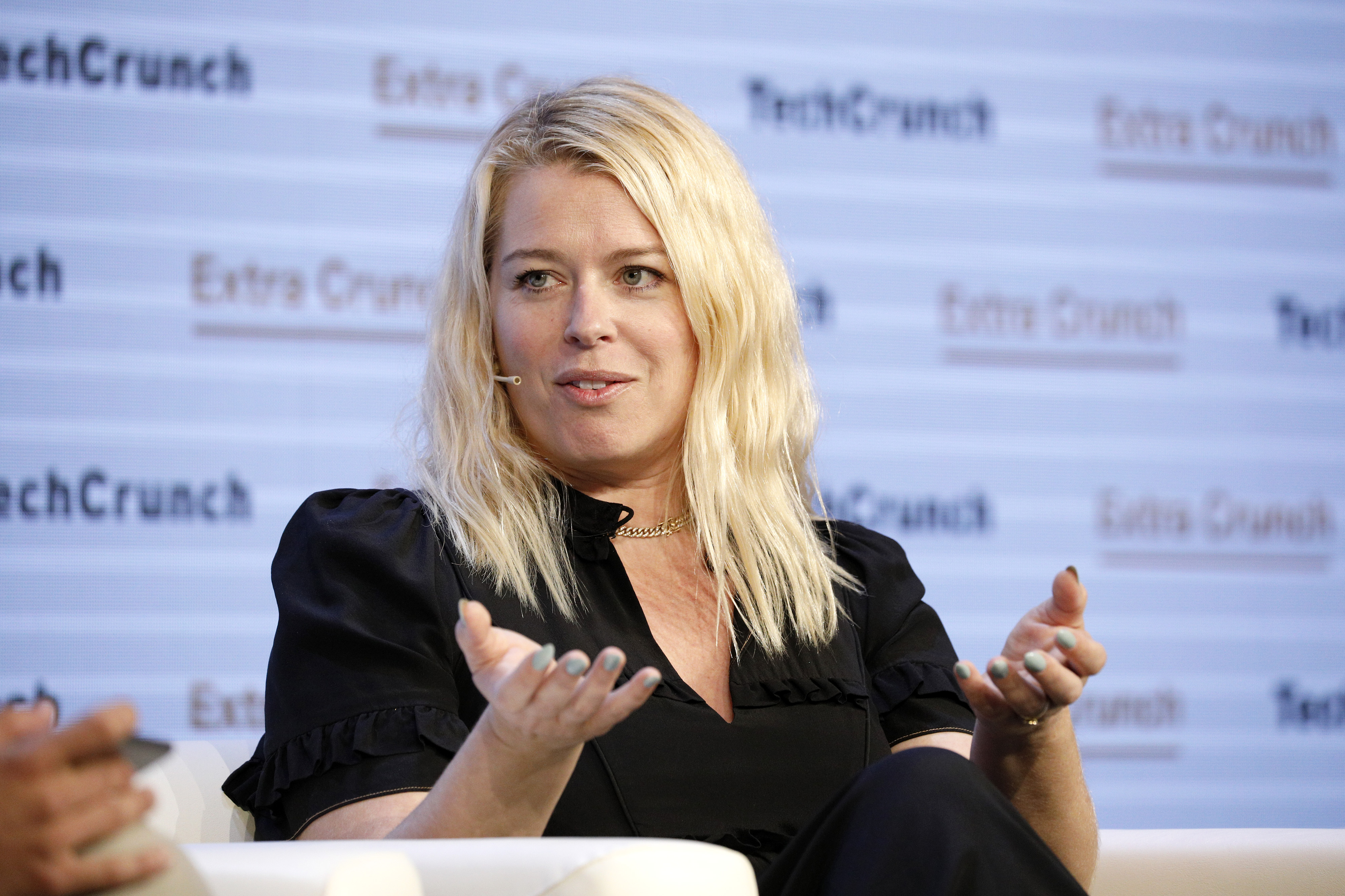
Amanda de Cadenet, 2019

Amanda de Cadenet (* 19. Mai 1972 in England) ist eine britische Schauspielerin und Fotografin.

## Leben und Leistungen
Amanda de Cadenet ist eine Tochter des britischen Rennfahrers Alain de Cadenet.
Sie debütierte im britischen Filmdrama Er? Will! Sie Nicht? aus dem Jahr 1989. In der Komödie Bed, Bath and Beyond (1996) spielte sie neben Roman Coppola und Jenny Shimizu. Im Filmdrama Fall (1997) von Eric Schaeffer übernahm sie neben Schaeffer eine der Hauptrollen. Im Thriller Ich küsse dich, ich töte dich (1998) spielte sie an der Seite von William McNamara und Amy Locane; im Filmdrama Mascara (1999) war sie in einer größeren Rolle neben Ione Skye zu sehen. Im Filmdrama Brokedown Palace (1999) trat sie an der Seite von Claire Danes und Kate Beckinsale als eine inhaftierte Britin auf.
De Cadenet betätigte sich als Fotografin und veröffentlichte im Jahr 2005 in der Buchform eine Sammlung der Fotos einiger Prominenter. 
Von 1991 bis 1997 war sie mit dem Musiker John Taylor, dem Bassisten von Duran Duran, verheiratet. Die gemeinsame Tochter Atlanta Noo wurde im April 1992 geboren.
De Cadenet heiratete im Jahr 2006 den Musiker Nick Valensi, mit dem sie zwei Kinder hat, die Tochter Ella und den Sohn Silvain. Sie lebt in New York City.

## Filmografie (Auswahl)
- 1989: Er? Will! Sie Nicht? (The Rachel Papers)
- 1995: Silvester in fremden Betten (Four Rooms)
- 1996: Bed, Bath and Beyond (Kurzfilm)
- 1996: Grace of My Heart
- 1997: Fall
- 1998: Ich küsse dich, ich töte dich (Implicated)
- 1999: Mascara
- 1999: Brokedown Palace